# Tassazione ottimale
Nella scienza delle finanze la teoria della tassazione ottimale studia i sistemi di tassazione in modo tale che minimizzano le distorsioni e le inefficienze economiche.
L'introduzione di un'imposta provoca sempre una reazione che si manifesta con una modifica del comportamento economico degli individui. Ad esempio, una tassa su un bene provoca una diminuzione della domanda e uno spostamento verso altri beni sostitutivi. Il ricavo del governo non compensa totalmente la perdita del surplus del consumatore. Si parla, quindi, di una perdita secca. 
In generale a parità di spesa pubblica, tanto più elevata è la pressione fiscale tanto minore è il deficit pubblico e il debito pubblico nel lungo periodo, ma tanto più bassi sono i consumi da parte dei consumatori per riduzione della domanda aggregata, tanto minore è l'offerta aggregata e dunque il PIL. Al contrario tanto più bassa è la pressione fiscale tanto più alti sono i consumi da parte dei consumatori, la domanda aggregata, l'offerta aggregata e il PIL, ma tanto più alto è il deficit pubblico e il debito pubblico nel lungo periodo. Ecco allora che si pone ad esempio il problema dell'ottimizzazione della pressione fiscale in modo da massimizzare il PIL e allo stesso tempo minimizzare il deficit pubblico. L'optimum tende a realizzarsi quando il gettito fiscale eguaglia la spesa pubblica ovvero disavanzo pubblico nullo in linea con quanto esposto nel teorema del pareggio di bilancio.  
Il matematico ed economista inglese Ramsey ha proposto di tassare di più i beni che hanno una debole elasticità della domanda rispetto al prezzo poiché le modificazioni saranno deboli e di conseguenza saranno minori anche gli effetti negativi. Considerato che molti beni di primaria necessità hanno livelli di domanda poco elastici, mentre vale il contrario per i beni di lusso, la proposta di Ramsey non soddisfa il principio di equità.
L'economista scozzese Mirrlees ha sviluppato la teoria moderna della tassazione ottimale tenendo conto dei due criteri di equità e di efficienza economica. Si tratta di massimizzare l'utilità sociale sotto certi vincoli.